# Philip B. Peyton
Philip Bradley Peyton (* 22. Januar 1881 in Nashville, Tennessee; † 23. Juni 1949 bei Indian Head, Maryland) war ein Generalmajor der United States Army. Er war unter anderem Kommandeur der 8. Infanteriedivision.
Philip Peyton war ein Sohn von Alexander Newman Peyton und dessen Frau Alice Milan. In den Jahren 1897 bis 1901 durchlief er das Virginia Military Institute (VMI) in Lexington. Dort teilte er sich ein Zimmer mit dem späteren Fünf-Sterne-General und Außenminister George C. Marshall. Nach seiner Graduation blieb er zunächst als Dozent am VMI. Im Jahr 1904 wurde er in das Offizierskorps des Heeres aufgenommen. In der Armee durchlief er anschließend alle Offiziersränge bis zum Zwei-Sterne-General.
In seinen jüngeren Jahren versah er den für Offiziere in den niederen Rangstufen üblichen Dienst in verschiedenen Einheiten und Standorten. Während des Ersten Weltkriegs diente er in den American Expeditionary Forces in Frankreich. Er war damals als Oberst in verschiedenen Regimentern der 5. Infanteriedivision tätig und nahm in der Folge an den Schlachten und Operationen dieser Division teil. Für seine damaligen Leistungen wurde er zweimal mit der Army Distinguished Service Medal ausgezeichnet.
Nach dem Krieg setzte er seine Offizierslaufbahn fort. In den Jahren 1929 und 1930 kommandierte er den Militärstützpunkt Fort Rosecrans in Kalifornien und absolvierte 1931 das United States Army War College. Danach gehörte er bis 1936 dem Stab des Kriegsministeriums in Washington, D.C. an. Daran schloss sich das Kommando über das 29. Infanterieregiment an, das er zwischen dem 1. Oktober 1936 und dem 20. Juli 1937 innehatte. Danach kommandierte er bis zum April 1938 die 12. Infanteriebrigade.
In der Folge hatte er bis zum Juli 1938 den Oberbefehl über eine Brigade der Küstenwache von Hawaii und dann bis November 1939 über die 21. Infanteriebrigade. Zwischen dem 1. Dezember 1939 und dem 30. Juni 1940 leitete Philip Peyton das United States Army War College, ehe er das Kommando über den Stützpunkt Fort Jackson in South Carolina erhielt. Damit war auch der Oberbefehl über die gerade reaktivierte 8. Infanteriedivision verbunden. Dieses Kommando hatte er bis Ende 1940 inne. Nach einer zwischenzeitlich anderen Verwendung trat er am 28. Februar 1942 gesundheitsbedingt in den Ruhestand. Am Zweiten Weltkrieg nahm er nicht mehr teil.
Der mit Sybil A. Fletcher verheiratete Offizier starb am 23. Juni 1949 und wurde auf dem Nationalfriedhof Arlington beigesetzt.